# Charon (lune)
Pour les articles homonymes, voir Charon.
Charon, officiellement (134340) Pluton I Charon (désignation internationale : (134340) Pluto I (Charon), prononcé : /ka.ʁɔ̃/) est le plus grand satellite naturel de Pluton et un objet massif de la ceinture de Kuiper.

## Dénomination
Le satellite porte le nom d'un personnage de la mythologie grecque, Charon, le « passeur des Enfers ». Charon se tient aux portes du royaume d'Hadès, dieu grec des Enfers qui fut identifié dans la mythologie romaine à Pluton.
Lors de sa découverte par James W. Christy de l'Observatoire naval des États-Unis le 22 juin 1978 en examinant des images fortement agrandies de Pluton sur des plaques photographiques prises deux ou trois mois auparavant, Charon fut temporairement désigné 1978 P 1 (rétrospectivement S/1978 P 1 depuis 1995), selon la convention de nommage qui venait récemment d'être instituée. James Christy choisit immédiatement le nom « Charon » (qui apparaît dès mars 1978 dans une publication d'Ernst Öpik), mais son adoption officielle par l'Union astronomique internationale ne fut annoncée que le 3 janvier 1986. « Charon » fait aussi référence au prénom de l'épouse de Christy, Charlene.
Charon est également dénommé suivant la désignation systématique Pluton I. Son nom complet officiel est donc (134340) Pluton I Charon.

### Récapitulatif des noms officiels
- 22 juin 1978 – 7 juillet 1978 : découverte, pas encore de nom officiel attribué ;
- 7 juillet 1978 – 3 janvier 1986 : 1978 P 1 par l'IAUC 3241[9] ;
- 3 janvier 1986 – 13 septembre 2006 : Pluton I Charon (désignation internationale Pluto I Charon) par l'IAUC 4157[7] ;
- depuis le 13 septembre 2006 : (134340) Pluton I Charon (désignation internationale (134340) Pluto I Charon) par l'IAUC 8747[10].

## Caractéristiques physiques

### Masse et dimensions
Des observations d'occultations du couple Pluton–Charon ont permis, en 2005, d'estimer le diamètre de Charon à (1 207,2 ± 2,8) kilomètres ; cette valeur a été confirmée avec les mesures réalisées par l'instrument LORRI de la sonde New Horizons lors de son passage dans le système plutonien en juillet 2015. Charon est donc d'une taille comparable à certains satellites des géantes gazeuses, comme Téthys (satellite de Saturne) ou Umbriel (satellite d'Uranus). Le diamètre de Charon est environ le tiers de celui de la Lune et fait un peu plus de la moitié de celui de Pluton lui-même. En 2007, il s'agissait également de l'un des plus gros objets transneptuniens connus, après Éris, Pluton, Orcus, Quaoar et probablement Sedna.
La découverte de Charon a permis de calculer la masse du système plutonien et les occultations mutuelles des deux corps ont révélé leur taille. La découverte des lunes extérieures de Pluton en 2005 a permis de déterminer les masses respectives de Pluton et Charon : la masse de Charon vaut approximativement 11,65 % de celle de Pluton (environ un neuvième). En conséquence, la masse de Charon atteint 1,52 ± 0,06×1021 kilogrammes, soit environ un quatre-millième de celle de la Terre et un peu plus d'un cinquantième (2%) de celle de la Lune. Sa masse volumique est de 1,65 ± 0,06 gramme par centimètre cube, comparable aux satellites d'Uranus Titania et Obéron.

### Atmosphère
Charon ne possède aucune atmosphère détectable. Dans un article publié en mai 2017, Alan Stern et ses collaborateurs montrent que la pression partielle de 14 espèces chimiques atomiques ou moléculaires est, pour chacune d'elles, inférieure à 0,3 nanobar (c'est-à-dire 30 micropascals).

### Surface

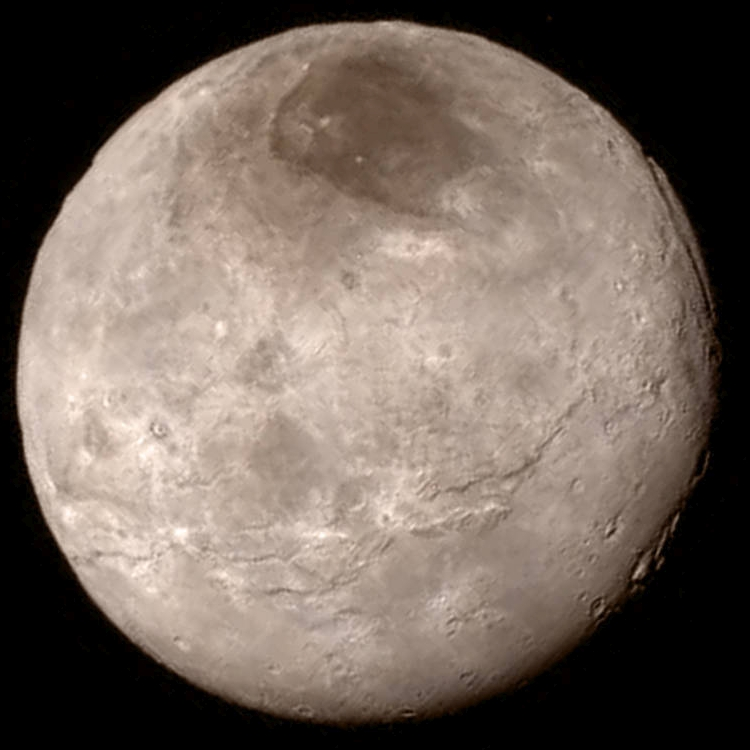
Charon et sa zone sombre dite « Mordor » en haut de l'image.

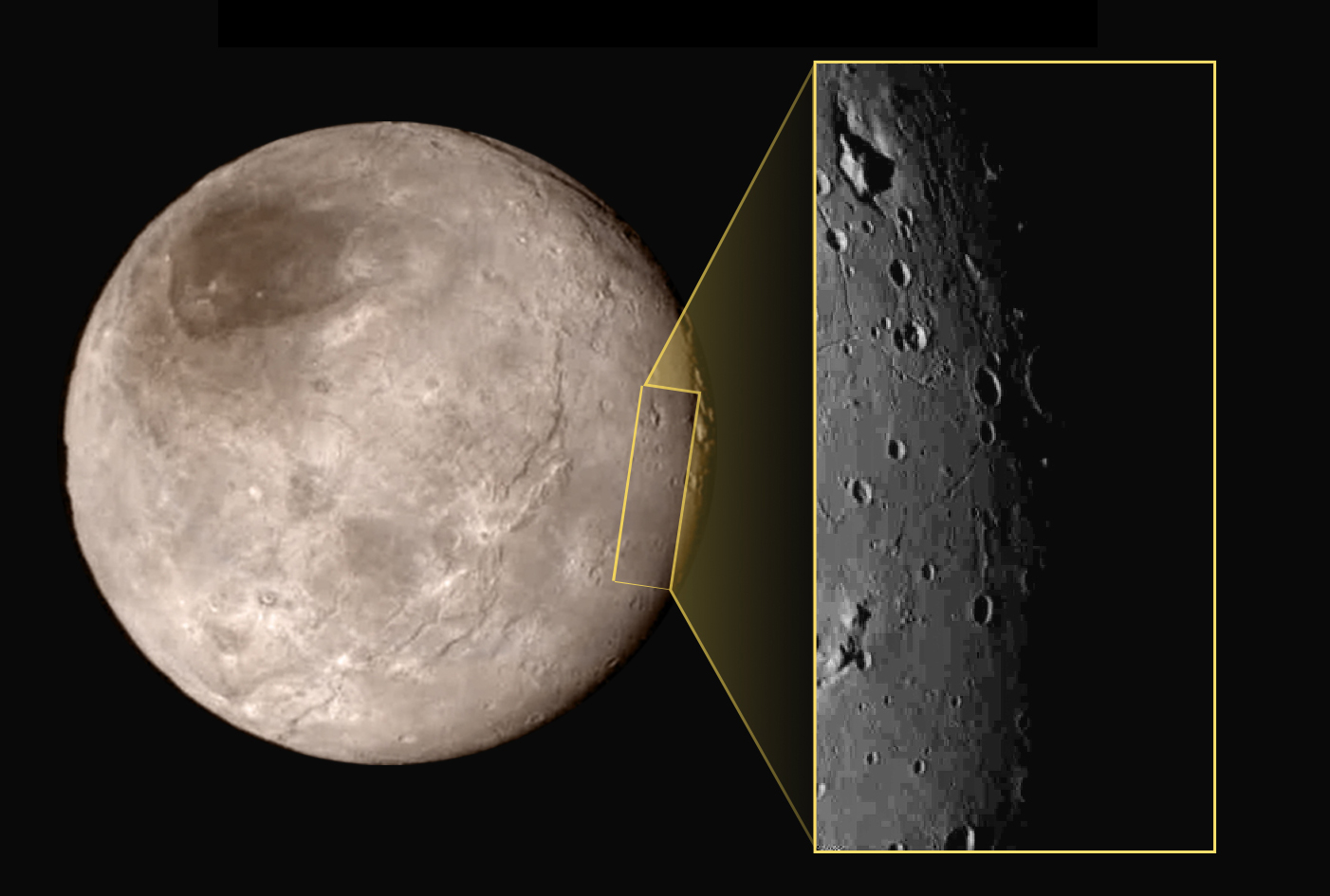
Détail de la surface de Charon. Un pic rocheux dans une dépression en haut à gauche semble être la caractéristique la plus intrigante.

À la différence de Pluton, qui est recouvert de glaces de méthane et d'azote, la surface charontienne semble être principalement constituée de glace d'eau moins volatile. En 2007, des observations de l'observatoire Gemini semblent avoir mis en évidence des zones d'hydrates d'ammoniac et de cristaux d'eau à la surface de Charon, suggérant des geysers froids.
Les observations faites par la sonde New Horizons en juillet 2015 montrent que la surface de Charon, densément cratérisée, est vieille d'au moins quatre milliards d'années. Mais il y a eu vers cette époque une activité intense : des coulées de glace d'ammoniac, de vastes plaines inondées de glace d'eau dans l'hémisphère sud, une ceinture de canyons jusqu'à cinq fois plus profonds que le Grand Canyon du Colorado, et au pôle nord une calotte rouge qui pourrait être constituée de méthane et d'azote (la couleur rouge serait due à des sous-produits d'hydrocarbures), dénommée Mordor.

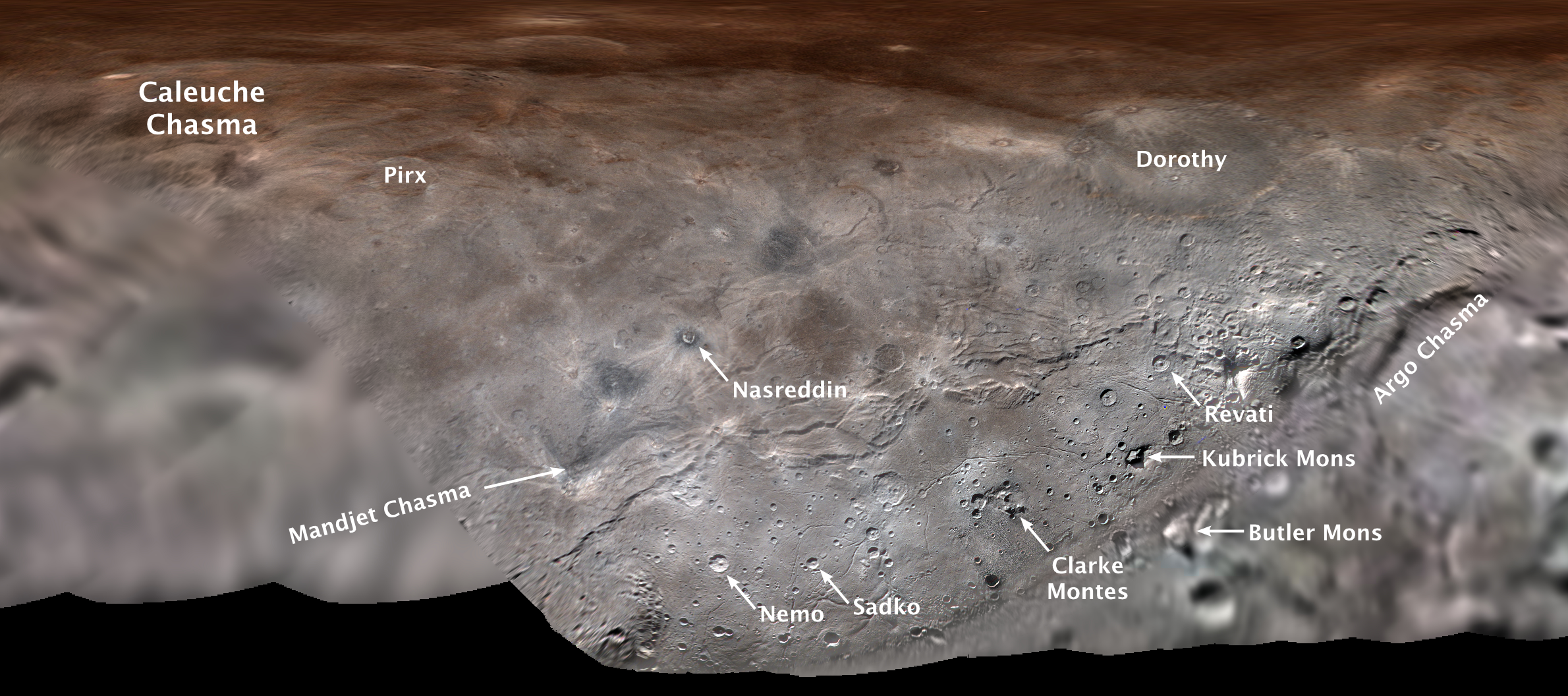
carte caractéristique de Charon 2018.

Après une demande en 2015 de l'Union astronomique internationale pour des suggestions de noms pour nommer des montagnes, des cratères, etc. sur la lune, il a été décidé en 2018 d'utiliser des noms de personnages littéraires, d'explorateurs et de la mythologie. Par exemple, Butler Mons, Clarke Montes, Kubrick Mons, cratère Nemo, cratère Dorothy.

### Structure interne
La densité de Charon montre qu'il s'agit principalement d'un corps glacé et qu'il contient moins de roches en proportion de son volume que Pluton (55 ± 5 % de roches et 45 % de glace, contre 70 % de roches pour Pluton), ce qui est cohérent avec l'hypothèse d'une création à la suite d'un impact géant dans le manteau glacé de Pluton. Il existe deux théories différentes sur la composition interne de Charon : soit un corps différencié comme (potentiellement) Pluton, possédant un noyau rocheux et un manteau glacé, soit un corps possédant une composition uniforme. Des indices en faveur de la première hypothèse furent trouvés en 2007, lorsque des observations réalisées par l'observatoire Gemini suggérèrent la présence de cryovolcanisme. La présence de glace cristalline à la surface de Charon indique qu'elle y a été récemment déposée, car le rayonnement solaire aurait dégradé une glace plus ancienne en un état amorphe après plus de 30 000 ans.

## Orbite

Pluton et Charon tournent autour de leur barycentre, qui est extérieur aux deux objets. Vue oblique, qui montre aussi les rotations synchrones.

Le centre de masse du couple Pluton–Charon n'est pas situé à l'intérieur de Pluton, mais à l'extérieur de sa surface, conférant à l'ensemble un caractère de système double, voire de planète double. Cette caractéristique n'est pas commune dans le Système solaire ; parmi les autres couples possédant cette propriété, on peut noter le couple Soleil–Jupiter, le seul impliquant des masses plus importantes que Pluton–Charon, les astéroïdes Antiope, (79360) Sila-Nunam et (341520) Mors-Somnus.
Charon et Pluton tournent l'un autour de l'autre en 6,387 jours. Les deux objets sont en rotation synchrone donc présentent toujours la même face tournée vers l'autre. La distance moyenne entre les deux est de 19 130 km, sur une orbite qui est quasiment hadéostationnaire (l'excentricité étant quasiment nulle), chaque objet gardant à peu près la même position dans le ciel de l'autre.

## Origine

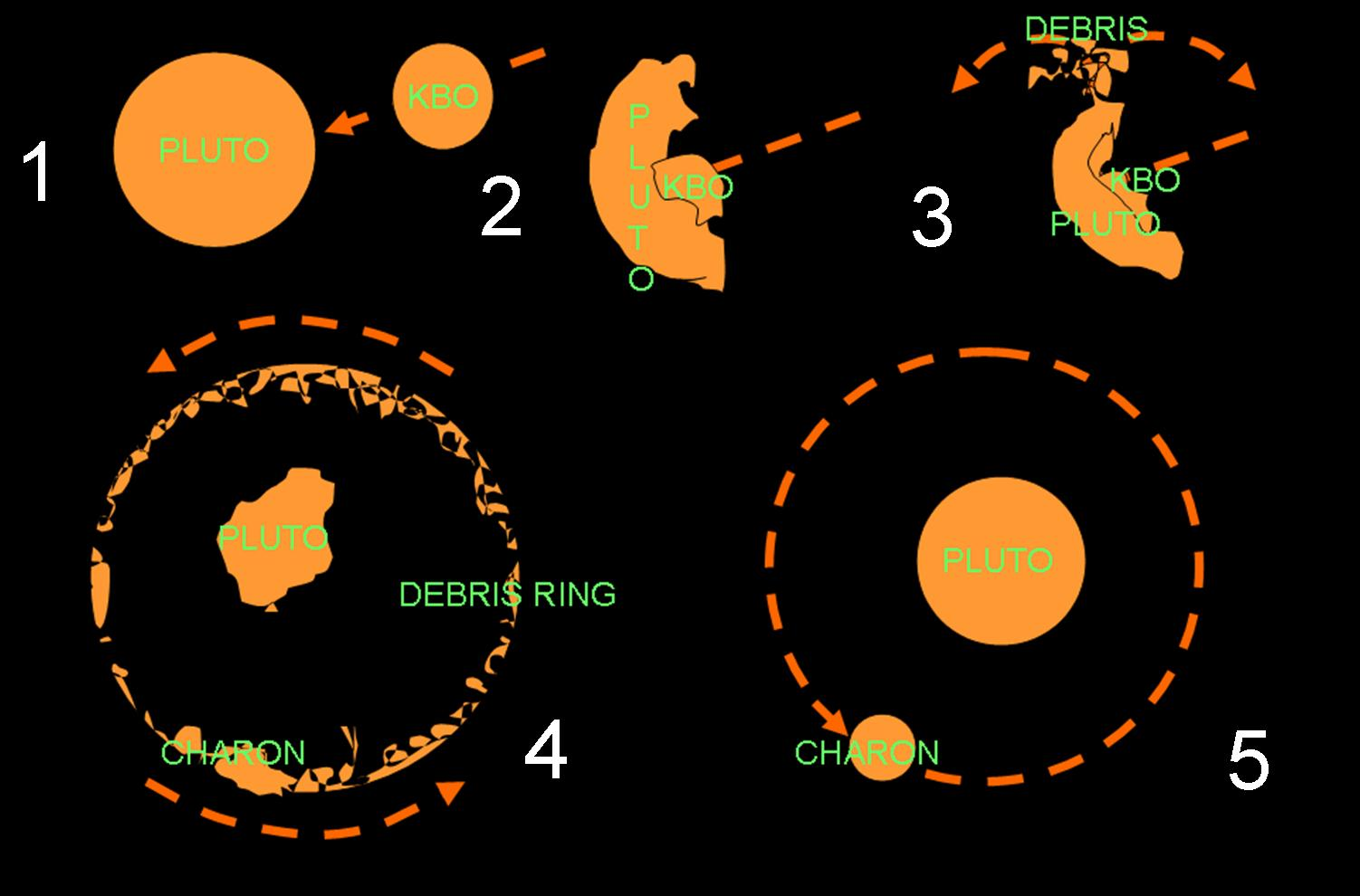
Modèle hypothétique de formation de Charon.

Des simulations publiées en 2005 par Robin Canup suggèrent que Charon aurait pu se former à la suite d'un impact majeur survenu il y a environ 4,5 milliards d'années. Dans le modèle utilisé, un grand objet de la ceinture de Kuiper pourrait avoir percuté Pluton à grande vitesse, se détruisant sous le choc, éjectant la majeure partie du manteau externe de Pluton et formant Charon à partir des débris. Cependant, un tel impact aurait dû produire un Charon plus glacé et un Pluton plus rocheux que ce qui est observé[réf. nécessaire].
Pluton et Charon seraient deux corps entrés en collision avant de se placer en orbite l'un de l'autre. La collision aurait été suffisamment violente pour évaporer les glaces volatiles comme le méthane, mais pas assez pour briser les objets[réf. nécessaire].

## Historique

### Découverte

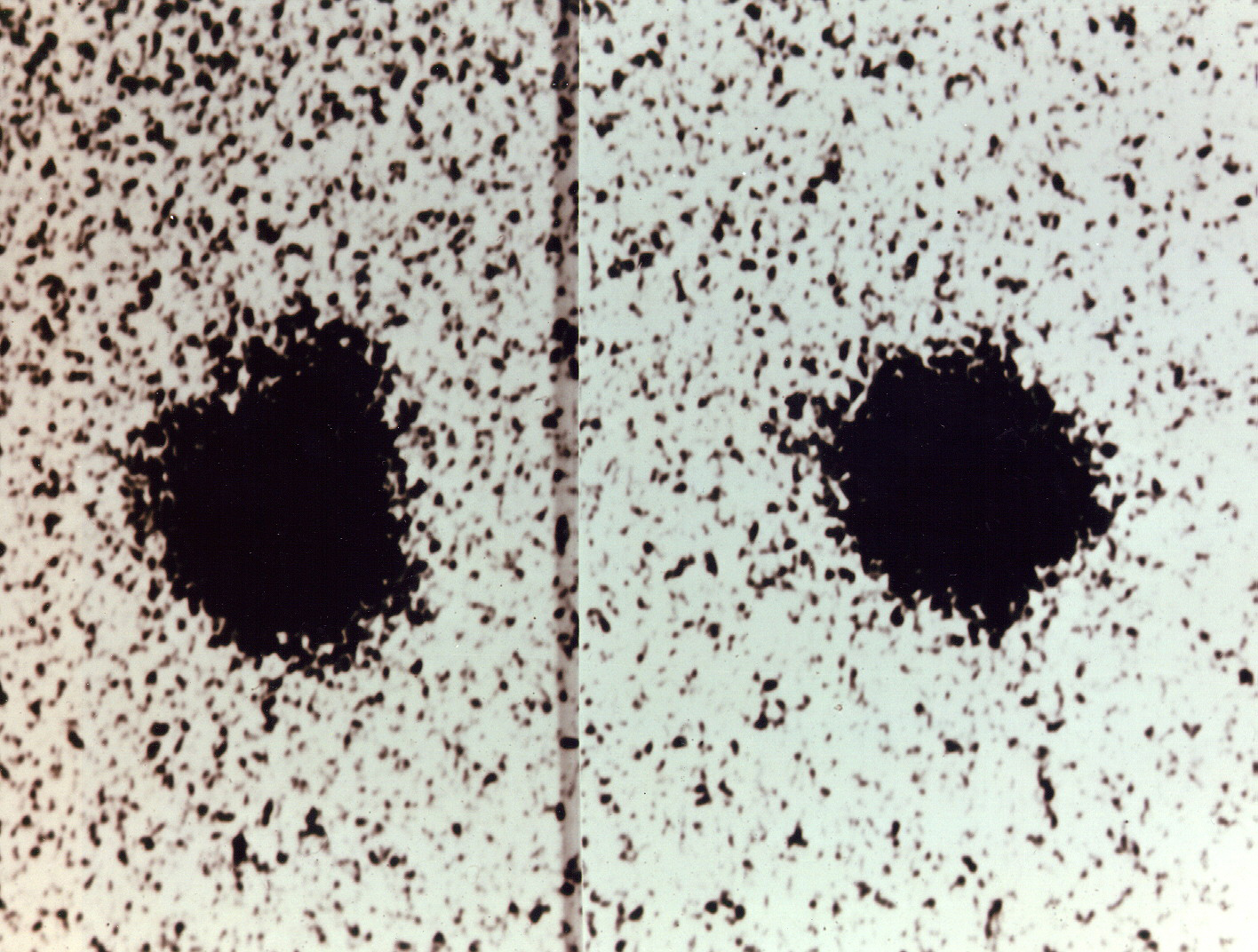
Plaquette photographique originale de la découverte de Charon le 22 juin 1978.

Charon fut découvert le 22 juin 1978 lorsque James W. Christy réalisa que l'image de Pluton apparaissant sur des plaques photographiques prises dans les deux mois précédents semblait présenter une protubérance tantôt d'un côté, tantôt de l'autre,. La protubérance fut confirmée sur d'autres plaques, dont la plus ancienne datait du 19 avril 1965. Des observations ultérieures de la protubérance montrèrent qu'elle était causée par un petit corps. La périodicité de la protubérance correspondait à la période de rotation de Pluton, laquelle était connue à partir de sa courbe de luminosité, indiquant une orbite synchrone et suggérant qu'il s'agissait d'un effet réel et non d'un artefact d'observation.
La Terre étant sur le point de passer à travers le plan orbital de Charon, il fut alors possible d'observer plusieurs occultations mutuelles de Pluton et Charon entre 1985 et 1990. Ce phénomène ne se produit que deux fois pendant une révolution de Pluton autour du Soleil, qui dure 248 ans. En déterminant quelle portion de l'objet serait couverte à quel moment et en observant la courbe de luminosité, les astronomes furent capables de construire une carte grossière des surfaces lumineuses et sombres des deux objets.
Des images de Pluton et de Charon résolus comme deux disques séparés furent prises pour la première fois par le télescope spatial Hubble dans les années 1990. Plus tard, le développement de l'optique adaptative rendit possible cette observation depuis les télescopes terrestres.

### Exploration
La sonde New Horizons, lancée en 2006, est la première sonde à visiter le système plutonien. Elle a survolé Charon à moins de 27 000 kilomètres le 14 juillet 2015.

### Statut

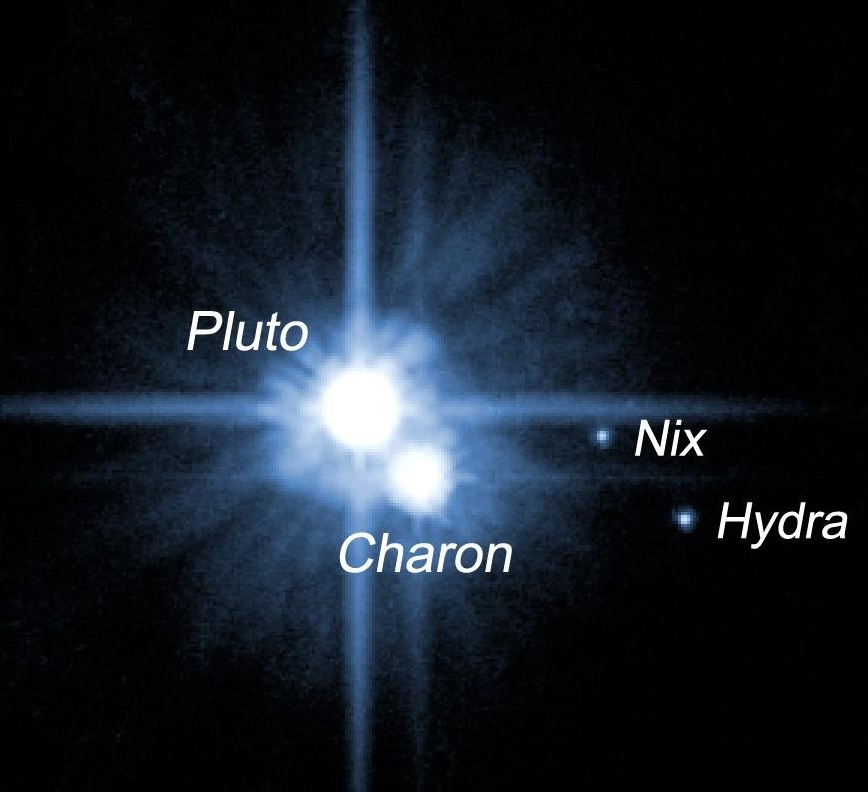
Pluton (en anglais Pluto) et trois de ses lunes photographiés par le télescope spatial Hubble.

La résolution du problème à deux corps indique que deux corps célestes isolés orbitent autour du barycentre du système. Si un corps est largement plus massif que l'autre, le barycentre est situé dans les profondeurs du premier permettant simplement de dire en première approximation que le plus petit orbite autour du plus massif, solution applicable à tous les satellites des planètes du Système solaire, y compris de la Lune autour de la Terre, le couple où le ratio des masses en jeu est le plus près de l’unité (néanmoins à seulement 1,2:100). Avec plus de 10 % de la masse du système provenant du corps secondaire et un barycentre situé à l’extérieur des deux corps, le couple Pluton–Charon représente un cas très particulier, unique dans le Système solaire pour des corps aussi massifs. Cette situation positionne Charon dans une zone grise, alimentant les discussions sur son statut.
En 2006, lors de la tentative de définition officielle précise du terme « planète » par l'Union astronomique internationale, il fut proposé qu'une planète soit définie comme un corps orbitant autour du Soleil et suffisamment grand pour être de forme globalement sphérique. Selon cette proposition, Charon aurait été considéré comme une planète, puisqu'un satellite aurait été explicitement défini comme tournant autour d'un barycentre situé à l'intérieur du corps principal. La définition finalement adoptée exige qu'une planète ait également éliminé tout objet de taille comparable sur son orbite. Un objet répondant aux précédents critères mais pas au dernier est qualifié de planète naine et Pluton a donc reçu cette nouvelle classification. Charon n'a pas été explicitement classée et reste donc, pour le moment, officiellement considéré comme satellite de Pluton.
Toutefois en accord avec la définition d'une planète naine, Charon pourrait prétendre aussi à ce statut. Dans le Ciel & Espace d'octobre 2008, une interview de l'astronome Keith S. Noll, traitant du statut de Charon, déclara qu'il présentait toutes les critères requis pour être une planète naine. Mais il existe d'autres positions. La première est de considérer que Charon est une lune de planète naine, qui par la définition actuelle ne peut être lui-même une planète naine. La seconde serait de reclasser les deux objets réunis comme une « planète naine double »(officiellement « système binaire de planètes naines »).
Son statut fait débat, mais une décision devrait être prise dans un avenir plus ou moins proche[réf. nécessaire] pour trancher la question.
Les autres objets du système plutonien orbitent également autour de ce barycentre ; étant donné leur faible masse ils sont simplement considérés comme des satellites de Pluton ou, selon la discussion précédente, du couple Pluton-Charon. Depuis juillet 2012, quatre lunes en sus de Charon sont connues autour de Pluton : Styx, Nix, Kerbéros et Hydre. Si d'autres objets ont échappé aux observations, ils doivent avoir une taille très inférieure à celle de Charon pour ne pas avoir déjà été détectés.

## Fiction
Dans l'univers de science-fiction de Mass Effect, Charon n'est pas d'origine naturelle, mais une énorme couche de glace qui recouvrait un « relais cosmodésique », technologie d'une civilisation disparue permettant de se déplacer instantanément en différents points de la Voie lactée. La couche de glace sera détruite par les humains lors de la réactivation du relais.
Dans le roman de science fiction La Guerre éternelle de Joe Haldeman, Charon est une planète d'entrainement de l'AENU (Armée d’exploration des Nations-Unies).
Dans la série Archive 81 un épisode se déroulant dans les années 1920 fait mention de Charon ; c’est donc un anachronisme car Charon n’a été découverte que dans les années 1980.

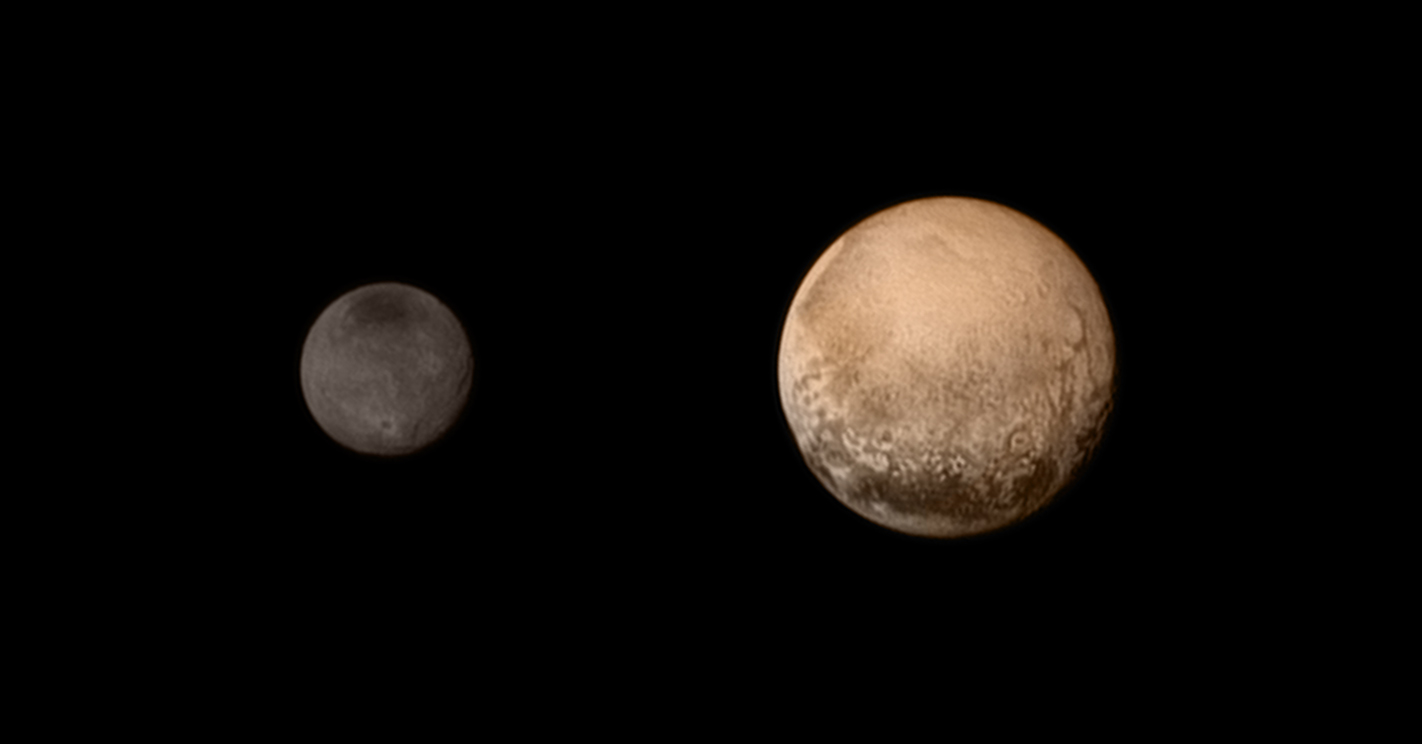
Image composite formée d'une photographie noir et blanc et colorisée avec les données obtenues par Ralph (Pluton à droite et Charon à gauche).